# Estación de Sant Feliu-Consell Comarcal
Sant Feliu | Consell Comarcal es una estación de la línea T3 del Trambaix. Está situada al lado de la Carretera Laureà Miró y está en el término municipal de San Felíu de Llobregat, pero está al lado del núcleo industrial de San Justo Desvern y cerca de su centro histórico. Esta estación se inauguró el 21 de marzo de 2007.
La estación se hizo para que fuera un intercambiador, por eso tiene un aparcamiento y una parada de autobús a 5 metros de la estación.
En un futuro está previsto prolongar el tranvía hacia el centro de San Felíu de Llobregat por el espacio que dejaran las vías de cercanías que pasan por el municipio cuando se hayan soterrado. La nueva parada tendrá correspondencia con la ampliación de la línea 3, con la actual estación de Sant Feliu de Llobregat de Rodalies de Catalunya (R1 y R4) y con la estación intermodal de autobuses urbanos de San Felíu (SF1 y SF2) e interurbanos (L60, L61, L63, L64 y L52).
La futura ampliación de la línea 3 del metro de Barcelona contempla la construcción de una estación en este intercambiador. Estará a 20 metros de profundidad, los andenes tendrán 5 metros de ancho y estará construida "entre pantallas". A la estación se accederá por dos accesos. Uno situado al lado de la estación del tranvía y otro en la calle Santiago Rusiñol, al lado del "Palau d'esports".